# Hamilton (Massachusetts)
Hamilton ist eine Kleinstadt im Essex County des Bundesstaats Massachusetts in den Vereinigten Staaten. Das U.S. Census Bureau hat bei der Volkszählung 2020 eine Einwohnerzahl von 7561 ermittelt. 

## Geografie
Hamilton grenzt im Norden an Ipswich, im Osten an Essex, im Südosten an Manchester-by-the-Sea, im Süden an Wenham und im Westen an Topsfield. Es befindet sich 8 Meilen (13 km) nördlich von Salem und 23 Meilen (37 km) nordöstlich von Boston.

## Geschichte
Im Juni 1638 kaufte John Winthrop der Jüngere, Sohn des Gründers der Massachusetts Bay Colony, den größten Teil des heutigen Essex County von Masconomet, dem Häuptling der Agawam-Indianer, für die Summe von 20 englischen Pfund. Ein Gedenkstein auf dem Sagamore Hill im Südosten von Hamilton markiert die Stelle, an der Masconomet um 1658 mit seinem Gewehr und Tomahawk begraben wurde.
Hamilton wurde erstmals 1638 besiedelt und war ursprünglich ein Teil von Ipswich, der als „The Hamlet“ bekannt war. Die erste aufgezeichnete Landzuweisung im Hamlet war die Farm von Matthew Whipple, datiert auf das Jahr 1638. Drei Jahre später wurde die neue Postkutschenstraße von Boston nach Newburyport (Bay Road) durch das Whipple-Land angelegt. Andere frühe Siedler des Hamlets, darunter die Appletons, Winthrops, Lamsons und Dodges, wurden von einer Landschaft angezogen, die den englischen Farmen und Ländereien ähnelte, die sie hinter sich gelassen hatten.
Die Stadt wurde am 21. Juni 1793 gegründet und nach Alexander Hamilton benannt, dessen Porträt 1903 das Stadtsiegel wurde. Mit der Ankunft der Boston and Maine Railroad im Jahr 1839 verlagerte sich das Bevölkerungszentrum allmählich nach Süden in Richtung des Depots.
Das Bauerndorf erwies sich als attraktiver Standort für Bostoner Gruppen, die Land für Erholung und Erneuerung suchten. Eine Vereinigung methodistischer Geistlicher hielt 1859 erstmals ein Lagertreffen in Asbury Grove ab. In den 1880er Jahren zog der Myopia Hunt Club, der scherzhaft nach seinen kurzsichtigen Gründern benannt worden war, von Winchester, Massachusetts, auf die Gibney Farm in Hamilton. Er begann als Rasentennis- und Baseball-Club, wandte sich dann aber dem Polo, der Jagd und dem Golf zu, während die Mitglieder in der Gegend große Sommeranwesen bauten. Myopia schenkte der Stadt Hamilton das Gelände für den General George S. Patton Memorial Park. Der Park ist bis heute ein Erholungszentrum für die Stadt.
1921 baute die Familie Mandell das Community House zum Gedenken an die acht Männer aus Hamilton und Wenham, die während des Ersten Weltkriegs im Militärdienst gefallen waren, darunter ihr Sohn Sam. Sie beauftragten Guy Lowell, einen angesehenen Architekten aus Boston und New York, mit dem Entwurf des Gebäudes und übergaben das Community House treuhänderisch für die Nutzung durch die Bewohner beider Städte. Während das Community House in seiner Anfangszeit Aktivitäten wie Bowling und einen Raucherraum für Männer anbot, bietet es heute eine breite Palette von Kursen und Aktivitäten für alle Altersgruppen.

## Demografie
Laut einer Schätzung von 2019 leben in Hamilton 8051 Menschen. Die Bevölkerung teilt sich im selben Jahr auf in 93,7 % Weiße, 1,0 % Afroamerikaner, 1,6 % Asiaten und 1,2 % mit zwei oder mehr Ethnizitäten. Hispanics oder Latinos aller Ethnien machten 3,0 % der Bevölkerung aus. Das mittlere Haushaltseinkommen lag bei 127.813 US-Dollar und die Armutsquote bei 11,9 %.

## Söhne und Töchter der Stadt
- Raymond J. Saulnier (1908–2009), Ökonom
- Francis W. Sargent (1915–1998), Politiker
- David Morse (* 1953), Schauspieler
- John Shea (* 1960), Archäologe und Paläoanthropologe
- Michael Carter-Williams (* 1991), Basketballspieler